# Knock-down
El Knockdown de gens o knock-down és la tècnica on un organisme és genèticament modificat per tenir una expressió reduïda d'un o més dels seus gens en els seus cromosomes a través de la inserció d'un reactiu així com un tall d'ADN o ARN oligonucleòtid amb una seqüència complementària a un gen actiu o a les seves transcripcions del ARNm. Això també pot portar a una modificació permanent del cromosoma per produir un "knockdown d'organisme" o per donar un canvi temporal en l'expressió de gens sense modificar del cromosoma (un "knockdown transitori"). La paraula knockdown, de l'anglès, significa: treure; en aquest cas seria "sac de gens".